# Praca wyjścia
Praca wyjścia – najmniejsza energia, jaką należy dostarczyć elektronowi danego ciała, aby opuścił on ciało i stał się elektronem swobodnym.
Praca wyjścia jest jednym z parametrów charakteryzujących powierzchnię przewodnika lub półprzewodnika. Określa zdolność danej substancji do emisji elektronów pod wpływem różnych czynników – np. pola elektrycznego, energii cieplnej, światła, promieniowania albo padających cząstek.
Praca wyjścia określa także stykową różnicę potencjałów (napięcie kontaktowe). 
Ze względu na małą wartość pracy wyjścia oraz to że dotyczy ona elektronów najczęściej używaną jednostką do jej wyrażania jest elektronowolt.
Praca wyjścia zależy od stanu powierzchni substancji, jej zanieczyszczeń. Według części źródeł dla czystych powierzchni polikrystalicznych pierwiastków praca wyjścia wynosi: cez – 1,8 eV, wolfram – 4,5 eV,  platyna – 5,3 eV, a dla
katody aktywowanej cezem – około 1 eV. W CRC Handbook of Chemistry and Physics (2008) zamieszczono wartości zestawione poniżej.
| Ag | 4,26 – 4,74 | Al | 4,06 – 4,26 | As | 3,75        |
| Au | 5,1 – 5,47  | B  | ~4,45       | Ba | 2,52 – 2,7  |
| Be | 4,98        | Bi | 4,31        | C  | ~5          |
| Ca | 2,87        | Cd | 4,08        | Ce | 2,9         |
| Co | 5           | Cr | 4,5         | Cs | 2,14        |
| Cu | 4,53 – 5,10 | Eu | 2,5         | Fe | 4,67 – 4,81 |
| Ga | 4,32        | Gd | 2,90        | Hf | 3,9         |
| Hg | 4,475       | In | 4,09        | Ir | 5,00 – 5,67 |
| K  | 2,29        | La | 3,5         | Li | 2,9         |
| Lu | ~3,3        | Mg | 3,66        | Mn | 4,1         |
| Mo | 4,36 – 4,95 | Na | 2,36        | Nb | 3,95 – 4,87 |
| Nd | 3,2         | Ni | 5,04 – 5,35 | Os | 5,93        |
| Pb | 4,25        | Pd | 5,22 – 5,6  | Pt | 5,12 – 5,93 |
| Rb | 2,261       | Re | 4,72        | Rh | 4,98        |
| Ru | 4,71        | Sb | 4,55 – 4,7  | Sc | 3,5         |
| Se | 5,9         | Si | 4,60 – 4,85 | Sm | 2,7         |
| Sn | 4,42        | Sr | ~2,59       | Ta | 4,00 – 4,80 |
| Tb | 3,00        | Te | 4,95        | Th | 3,4         |
| Ti | 4,33        | Tl | ~3,84       | U  | 3,63 – 3,90 |
| V  | 4,3         | W  | 4,32 – 5,22 | Y  | 3,1         |
| Yb | 2,60        | Zn | 3,63 – 4,9  | Zr | 4,05        |